# Otoyol 50
L'autoroute O50 désigne le périphérique nord d'Adana en Turquie et relie les autoroutes O51 et O52.